# اکتوپلاسم (زیست‌شناسی)
برای کاربردهای دیگر این واژه، اکتوپلاسم را ببینید.
در زیست‌شناسی به بخش پیرامونی مادهٔ زمینه‌ای میان‌یاخته (سیتوپلاسم) در بسیاری از یاخته‌ها، اکتوپلاسم (Ectoplasm) (همچنین اگزوپلاسم exoplasm) یا برمیان‌یاخته می‌گویند.
سیتوپلاسم به دو نوع اکتوپلاسم و اندوپلاسم طبقه‌بندی می‌شود. اکتوپلاسم نشان‌دهندهٔ بخش غیردانه‌ای بیرونی سیتوپلاسم بوده، در حالی که اندوپلاسم نشان‌دهندهٔ سیتوپلاسم دانه‌ای در مناطق داخلی یک یاخته است. اکتوپلاسم شفاف است و از اجزای درون سلول محافظت می‌کند و همچنین آن‌ها را انتقال می‌دهد. علاوه بر این، تعداد زیادی رشته اکتین اغلب در اکتوپلاسم رخ می‌دهد که یک تکیه‌گاه کشسان برای غشای سلولی تشکیل می‌دهند.
اکتوپلاسم یا برمیان‌یاخته حاوی ریزرشته‌های اکتین و میوزین است.
از کارکردهای مهم سیتوپلاسم نقش آن در حرکت اندامک‌های درونی و همچنین در کل سلول است. در حالی که رشته‌های اکتین در اکتوپلاسم حرکت در کل سلول را تسهیل می‌بخشند. رشته‌های پروتئین درونی به اندامک‌ها و ساختارهای دیگر به منظور حرکت درون سلول کمک می‌کند.